# Butylat
Butylat ist eine chemische Verbindung aus der Gruppe der Thiolourethane, die 1954 von Stauffer Chemical eingeführt wurde.

## Gewinnung und Darstellung
Butylat kann durch Reaktion von Ethylchlorthioformiat, welches aus Phosgen und Ethylmercaptan zugänglich ist, und Diisobutylamin gewonnen werden.

## Verwendung

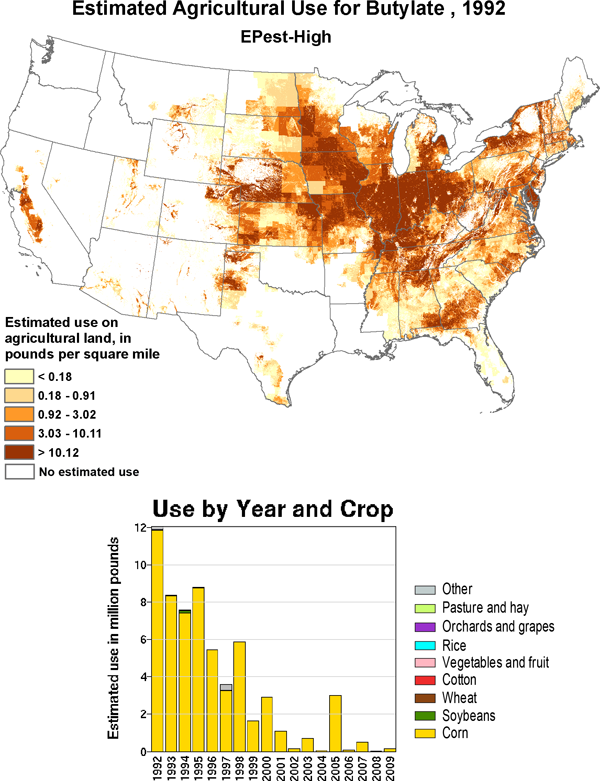
Geschätzte Ausbringungsmenge in den USA 1992

Butylat wird als selektives, systemisches Herbizid gegen Ungräser, insbesondere Hirse, und einige breitblättrige Unkräuter im Maisanbau verwendet.
Es gehört zu den Bodenherbiziden, die unmittelbar nach der Ausbringung in den Boden eingearbeitet werden müssen.
Es wirkt durch Hemmung der Lipid-Synthese; die Kulturpflanze Mais metabolisiert den Wirkstoff schnell, wodurch sie nicht geschädigt wird.
Im Jahr 1992 wurden noch über 5.000 t in den USA eingesetzt, seitdem sank die jährlich eingesetzte Menge auf Null ab.

## Zulassung
In der BRD war Butylat zwischen 1973 und 1990 zugelassen.
In den Staaten der EU und der Schweiz sind keine Pflanzenschutzmittel mit diesem Wirkstoff zugelassen.